# دونالد إيتون كار
دونالد إيتون كار (بالإنجليزية: Donald Eaton Carr)‏ هو كيميائي وصحفي وكاتب أمريكي، ولد في 17 أكتوبر 1903، وتوفي في 1986.